# Космічна Гільдія
Космічна гільдія (англ. Spacing Guild) — вигадана організація у всесвіті Дюни, створена за часів Батлеріанського Джихаду колишньою співробітницею лабораторії Хольцмана Нормою Ценвою. Згодом вона стала Оракулом Гільдії. Космічна гільдія мала монополію на міжзоряні перевезення та банківські операції, лише її навігатори, що мутували під дією прянощі, могли керувати величезними хайлайнерами і вести їх через простір.
Хоча Космічна гільдія де-юре була поза політикою, де-факто становище монополіста робило її одним із стовпів Імперії. Без гільдії Імперія була б приречена, оскільки ставало неможливим як сполучення між розкиданими світом, так і перекидання сардаукарів для наведення Імперського порядку. З огляду на це Падишах-Імператор та Великі Доми воліли бути обачними під час спілкування з Космічною гільдією.
Рік створення Гільдії став початковою точкою відліку Імперського літочислення.

## Навігатори гільдії
Гільд-навігатори (пілоти) - мутанти, яким особлива речовина меланж (також відома як спайс або пряність) дає здатність без будь-яких комп'ютерів вести кораблі крізь згорнутий простір. Ці члени Братства мають як зябра на кшталт риб'ячих, так і легені для звичайного дихання. Киснево-меланжева суміш у клітинах передбачення досить щільна, і згодом пілотам приживляють перетинчасті лапи на кшталт жаб'ячих, щоб вони зберігали свою рівновагу. Хоча ефективність таких дій незаперечна, результат виходить безглуздим.